# Plaque d'Okinawa
Pour les articles homonymes, voir Okinawa.
La plaque d'Okinawa est une plaque tectonique de la lithosphère de la planète Terre. Sa superficie est de 0,008 02 stéradians. Elle est généralement associée à la plaque eurasienne.
Elle se situe dans le Sud-Est de l'Asie. Elle couvre le Sud-Est de la mer de Chine orientale, les îles Ryūkyū et l'extrême Sud de l'île de Kyūshū.
La plaque d'Okinawa est en contact avec les plaques du Yangtsé, Philippines et de l'Amour.
Ses frontières avec les autres plaques sont formées de la fosse de Ryukyu à l'est et de la fosse d'Okinawa à l'ouest.
Le déplacement de la plaque d'Okinawa se fait à une vitesse de rotation de 2,853° par million d'années selon un pôle eulérien situé à 48° 35′ de latitude Nord et 142° 42′ de longitude Est (référentiel : plaque pacifique).
La plaque d'Okinawa tire son nom de l'archipel d'Okinawa.

## Sources
- (en) Peter Bird, An updated digital model of plate boundaries, vol. 4, Geochemistry Geophysics Geosystems, 14 mars 2003 (DOI 10.1029/2001GC000252, Bibcode 2003GGG.....4.1027B, lire en ligne)